# Брезје при Рожнем Долу
Брезје при Рожнем Долу (словен. Brezje pri Rožnem Dolu) је насељено место у општини Семич, регија Југоисточне Словеније, Словенија.

## Историја
До територијалне реорганизације у Словенији било је у саставу старе општине Чрномељ.

## Становништво
У попису становништва из 2011. године, Брезје при Рожнем Долу је имало 10 становника.
| Број становника према пописима | Број становника према пописима | Број становника према пописима |
| ------------------------------ | ------------------------------ | ------------------------------ |
| 1991                           | 2002                           | 2011                           |
| 13                             | 12                             | 10                             |